# عبد المجيد تايه
عبد المجيد عبد الله مصطفى تايه (1932 – 30 مارس 1995) سياسي وقيادي فلسطيني، وُلِد ونشأ في مدينة طولكرم الفلسطينية، يعد أحد أبرز الشخصيات السياسية للحركة الوطنية الفلسطينية، وهو من أعضاء حزب البعث العربي الاشتراكي، ومن مؤسسي الحزب في فلسطين، وأحد أبرز الأعضاء المؤسسين بمنظمة التحرير الفلسطينية، وعضو المجلس الوطني الفلسطيني والمجلس المركزي الفلسطيني، وكان أحد أقرب الشخصيات السياسية الفلسطينية للزعيمين ياسر عرفات وصدام حسين، كما عُرِفَ بأنه من أشد صُناع القرار الفلسطيني مُعارضةً لاتفاقية أوسلو. كان طبيبًا وعمل أستاذًا ومحاضرًا في كلية الطب بجامعة بغداد فترة السبعينات.

## سيرته
وُلِد عبد المجيد عبد الله مصطفى تايه عام 1932 في مدينة طولكرم الفلسطينية ونشأ بها، وتلقى تعليمه الابتدائي والإعدادي والثانوي في مدارس مدينته، وحصل عام 1950 على شهادة الثانوية العامة من المدرسة الفاضلية التاريخية بالمدينة، وأثناء دراسته الثانوية في المدرسة الفاضلية فقد انتمى بصفوف حزب البعث العربي الاشتراكي.
التحق بعد ذلك بكلية الطب في جامعة القاهرة التي تخرج منها لاحقًا، وأثناء دراسته فيها نشط في أوساط الطلبة الفلسطينيين في القاهرة، فكان واحدًا من أبرز قادة رابطة الطلبة الفلسطينيين برفقة ياسر عرفات، وتطوع أثناء العدوان الثلاثي على مصر عام 1956، كما تولى رئاسة اللجنة الإعلامية لاتحاد الطلبة الفلسطينيين في مصر خلال عامي 1956 و1957.
بعد تخرجه من جامعة القاهرة فقد انتقل إلى الكويت وعمل فيها طبيبًا إلى أن تم إبعاده من الكويت عام 1966 على خلفية انتمائه السياسي، فاضطر للتوجه إلى بريطانيا، وأكمل هناك دراسته العليا في طب وأمراض النساء والولادة بجامعة لندن، وعمل طبيبًا لعدة سنوات في مستشفيات العاصمة لندن، كما أسس في لندن رابطة الأطباء العرب.
في عام 1972 غادر بريطانيا متوجهًا إلى العاصمة العراقية بغداد، وهناك عمل رئيسًا لقسم أمراض النساء والولادة في المدينة الطبية ببغداد، كما عمل أستاذًا ومحاضرًا في كلية الطب بجامعة بغداد وجامعات عراقية أخرى.
انتخب منذ أوائل السبعينات عضوًا في المجلس الوطني الفلسطيني والمجلس المركزي الفلسطيني حتى وفاته، وشارك في اجتماعات المجلسين لدورات عديدة، وكان أحد أبرز الشخصيات السياسية الفلسطينية المقربة من الزعيم الفلسطيني ياسر عرفات والزعيم العراقي صدام حسين، وساهم بشكلٍ ملحوظ في توسيع وتطوير العلاقات الفلسطينية العراقية.
كان عضوًا في المكتب التنفيذي الرئيسي لجمعية الهلال الأحمر الفلسطيني، وتولى منذ مطلع الثمانينات منصب نائب رئيس جمعية الهلال الأحمر الفلسطيني، كما كان خلال تلك الفترة عضوًا في المجلس الأعلى لاتحاد الأطباء العرب، وفي عام 1984 اختاره المجلس الوطني الفلسطيني ليكون مقررًا "للجنة تقصي الحقائق الفلسطينية" المنبثقة عن المجلس.
في أبريل 1987 شكلت المنظمات الفلسطينية "لجنة مكتب الحوار الفلسطيني" بعضوية خمسة شخصيات سياسية فلسطينية رئيسية كان منهم عبد المجيد تايه إلى جانب سليم الزعنون وياسر عمرو ومحمد ملوح وعبد الكريم قيسي.
وفي 7 أبريل 1990 كلفه رئيس المجلس الوطني الفلسطيني عبد الحميد السائح عضوًا في "لجنة إعادة تشكيل المجلس الوطني الفلسطيني" التي مهمتها اختيار أعضاء المجلس الوطني، وفي 19 ديسمبر 1992 انتخبه المجلس الوطني الفلسطيني في اجتماع بالعاصمة عمان ليكون عضوًا في "لجنة متابعة أوضاع المبعدين الفلسطينيين إلى مرج الزهور جنوبي لبنان".
في عام 1993 عارض بشدة اتفاق أوسلو بين منظمة التحرير الفلسطينية وإسرائيل، وحينما عُرض الاتفاق على جلسة المجلس المركزي الفلسطيني عام 1993 فقد كان من أوائل المصوتين ضده وشدد على عدم جواز التصويت للاتفاق. عقب توقيع اتفاق أوسلو فقد رفض العودة إلى فلسطين، فغادر العراق عام 1993 إلى العاصمة الأردنية عمان وافتتح فيها عيادته الطبية الخاصة وبقي في عمان حتى وفاته فيها عام 1995.

## وفاته
توفي عبد المجيد تايه فجر يوم 30 مارس 1995 في العاصمة الأردنية عمان، ونقل جثمانه إلى مسقط رأسه مدينة طولكرم حيث دفن فيها.
نعاه الرئيس الفلسطيني ياسر عرفات الذي وصف وفاته بأنها جاءت "بعد نضالٍ دؤوب في خدمة قضيته المقدسة مدافعًا عن حقوق شعبه"، ونعاه الرئيس العراقي صدام حسين، كما نعاه رئيس الوزراء الأردني الأسبق ورئيس مجلس النواب الأردني الأسبق طاهر المصري، وجرى أيضًا نعيه من قبل السياسيين الفلسطينيين وأعضاء منظمة التحرير الفلسطينية وأعضاء ووزراء السلطة الوطنية الفلسطينية، إضافة لسياسيين أردنيين وعراقيين.
افتتح بيت عزاء له في العاصمة عمان حضرته وفود سياسية فلسطينية وعراقية وأردنية وعربية، حيث كان من الحضور مبعوث ومستشار الرئيس العراقي صدام حسين والسفير العراقي لدى الأردن والسفير الفلسطيني لدى الأردن وآخرين، كما افتتح بيت عزاء له في مدينة طولكرم.

## تخليده
تخليدًا وتكريمًا لعبد المجيد تايه فقد سميت باسمه مدرسة أساسية للذكور في مدينة طولكرم.

## وصلات خارجية
- عن عبد المجيد تايه